# مرض رئة المزارع
مرض رئة المزارع، «وينبغي عدم الخلط مع مرض معبئات الصوامع (silo-filler's disease)» هو عبارة عن حساسية مفرطة تؤدي إلى التهاب الرئة والتي تحدث بسبب استنشاق الأغبرة البيولوجية المبعوثة من القش «التبن» أو أبواغ العفن أو أي منتجات زراعية أخرى. وينتج عن ذلك حساسية مفرطة من النوع الثالث تحدث التهابا كرد فعل، ويمكن تطور الأمر إلى حالة مزمنة وعندها تعد خطيرة. بينما استنشاق مثيرات الحساسية سيحفز تكوين الاجسام المضادة المسماة الكريين المناعي «هـ» (IGE antibodies) وانتقالها عبر مجرى الدم، وهذا النوع من رد الفعل المناعي عادة ما يحدث بسبب التعرض للشعاويات المحبة للحرارة وغالبا ما تكون (Saccharopolysporarectivirgula)التي تنتج الكريين المناعي «ج» (IGGantibodies) بعد التعرض للمسبب يقوم الكريين المناعي «ج» (IGG antibodies) بالارتباط بمثيرات الحساسية وتكوين مركب مناعي في جدران الحويصلات الهوائية في الرئتين. ويؤدي ذلك إلى تجمع السوائل، البروتينات، والخلايا في جدران الحويصلات الهوائية مما يبطئ عملية تبادل الغازات ويقلل من كفاءة عمل الرئتين.

## تصنيفات مرض رئة المزارع
- مرض رئة المزارع الحادّ: يتطور عندما يكون لدى المزارع حساسية ضد الأغبرة البيولوجية و/أو بعد التعرض الكبيرالثقيل لهذه العوامل المسببة. تظهر الأعراض والعلامات بعد أربع إلى ثماني ساعات من التعرّض للمسبب. عادة ما تزول الأعراض تِلْقائِياً في غضون 12 ساعة لأيام إذا تم وقف وتجنُّب التعرض لمولّد الضد.
- مرض رئة المزارع المزمن: ينتج من التعرض المتكرر للغبار لفترات طويلة ومستمرة (العامل المسبب). قد تكون كميّات الغبار قليلة جدا بحيث لا يلاحظها المزارع.[2]

## الفِيزْيُولُوجْيا المَرَضِيَّة
تعتمد الفيزيولوجيا المرضيّة لمرض رئة المزارع على مدة التعرض للعامل المسبب ودرجة تكرارها وحِدّتها، وعلى استجابة المُضيف (أي العائل) تجاه العامل المسبب. وتلعب كلا المناعتين؛ المَناعَة الخِلْطِيَّة والمـناعَة الخَلَوِيَّة، دوراً في نشوء المرض. ويحدث خلالَ المراحل الحادّة ارتشاحٌ حاد للخلايا المتعادلة ويُتبع بارتشاح لمفاويّ للمسالك الهوائيّة. ويصاحب هذا المرض ارتفاعُ مستويات الانترلوكينات 1و8 (أي المثيرات الخلوية بين خلايا كريات الدم البيضاء 1و8) ومستوى عامِلُ نَخَرِ الوَرَم الفا. يكون لهذه السيتوكينات خصائص جاذبة كيميائياً وسابقة للالتهاب. تسبب هذه السيتوكينات استقطاب وسطاء التهاب إضافيّة، ممّا يسبب تدمير خلويّ مباشر وتغيير في المسار المتمّم، الذي بدوره يشكّل محفّز أساسي لزيادة النفاذيّة الوعائية وهجرة كريّأت الدم البيضاء للرئة.
إذا كان التعرّض للعامل المسبب كبيراً فإنّ الزيادة الهائلة في الالتهاب تؤدي إلى زيادة النفاذيّة الوعائيّة والذي يغيّر وحدات الأوعية الشعريّة في الحويصلات الهوائيّة، مما يحفّز نَقْصُ تَأَكْسُجِ الدَّم ونقص مطاوعة الرئة. وإذا طالت واستمرت مدة التعرض للعامل المسبب، فإنّ ذلك سيؤدي إلى ترسُّب الكولاجين وتدمير متْن الرئة (أي الجزء الوظيفي فيها) وهذا بدوره يسبب تناقص في حجم الرئة.
ويجب تمييز مرض رئة المزارع عن مرض معبئات الصوامع (Silo-fillers disease)، وهو التهاب قصيبات حاد ينتج من استنشاق أكاسيد النيتروجين.

## الأعراض والعلامات
تضم الأعراض بشكل كلاسيكي الحمّى، توعّك صحيّ، ضيق النفس، والسعال. تتطور هذه الأعراض بعد التعرّض للقش المتعفن بأربع إلى ثماني ساعات. وقد تحدث القشعريرة، الصداع، وضيق الصدر أحياناً. تخفُّ الأعراض بعد وقف التعرَّض للعامل المسبّب بأيام أو أسابيع. يرافق الفحص السريري للحالات الحادّة من المرض تَسَرُّعُ النَّفَس وسرعة في نبضات القلب مصحوباً بارتفاع درجة حرارة المريض إلى 38-40 درجة مئويّة.
في الحالات المزمنة يتطوّر ضيق النفس عبر السنين العديدة، ويصاحبه أحياناً فتور وتوعّك وفقدان الوزن، بالأضافة إلى سُعال مُنْتِج للبَلْغَم.
الأعراض المصاحبة للحالات الحادّة
- الحمى
- برد وقشعريرة
- سيلان الأنف
- سعال مزعج
- بلغم قد يشوبه الدم
- صعوبة في التنفُّس وضيق في الصدر
- تنفّس مع أصوات طقطقة
- آلام عضليّة
- اكتئاب

الأعراض المصاحبة للحالات المزمنة
- حمّى عرضيّة والتعرق ليلاً
- زيادة تدريجية في ضيق النفس
- سعال مزمن
- أوجاع وآلام معمّمة
- فقدان الشهيّة ونقصان الوزن
- ضعف وفقدان القوة/الطاقة
- اكتئاب

## العلاج
الطريقة الوحيدة المعروفة لمنع حدوث المرض هي بتجنُّب التعرّض لمولّد الضد. يكون المرض الحادّ محدوداً ذاتياً أي أن الجسم يستطيع تخليص نفسه من هذا المرض، ولكن يجب معالجة الأعراض مع أخذ الراحة، ويعطى المريض أكسجين وخافضات للحرارة. يكون للبريدنيزون (1 مللي غرام/ كغ/ يوم) -وهو من الأدوية الـكورتيكوستيروئيدية المركبة- أثرٌ جيّد ويساهم في تحسين الأعراض البِنْيَوَيّة الشديدة، ولكن لم تثبت فاعليّته في الحالات المرضيّة المزمنة.